# Trận Angaur

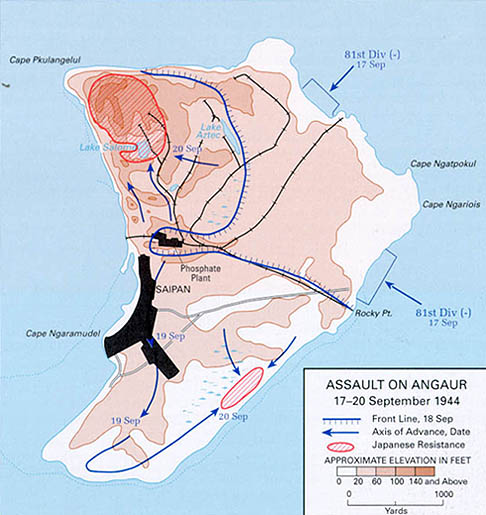
Bản đồ trận Angaur

Trận Angaur là một trận đánh trong Chiến tranh Thái Bình Dương, một phần của chiến tranh thế giới lần thứ 2, diễn ra trên hòn đảo Angaur thuộc quần đảo Palau từ 17 tháng 9 năm 1944 đến 30 tháng 9 năm 1944.

## Bối cảnh
Angaur là một hòn đảo núi lửa nhỏ bé, chỉ với 3 dặm (4,8 km) chiều dài, cách cực nam của đảo Peleliu chỉ 6 dặm (9,7 km). Tại đây có một cộng đồng nhỏ dân cư bản địa sống bằng nghề đánh bắt cá, trồng trọt và khai thác phosphate. Vào giữa năm 1944, trên đảo có sự hiện diện của 1.400 lính Nhật, dưới quyền chỉ huy của Tư lệnh khu vực quần đảo Palau, Trung tướng Sadae Inoue.
Điểm yếu phòng thủ của quần đảo Palau chính là số sân bay đang được xây dựng ở đây cùng với sự hiện diện của các phi cơ khiến cho nơi này dễ trở thành mục tiêu tiềm tàng cho quân Mỹ sau chiến thắng của họ ở quần đảo Marshall. Nhưng điều đó cũng có nghĩa là chiến dịch đánh chiếm quần đảo Palau chưa thể bắt đầu cho đến khi quân Nhật ở quần đảo Mariana bị vô hiệu hóa.

## Diễn biến
Các cuộc dội bom lên Angaur được thực hiện bởi USS Tennessee, các tuần dương hạm, và máy bay ném bom kiểu bổ nhào Dauntless xuất phát từ USS Wasp bắt đầu từ ngày 11 tháng 9 1944. Sáu ngày sau đó vào 17 tháng 9, Sư đoàn Bộ binh 81 của Mỹ được chỉ huy bởi Trung tướng Paul J. Mueller bờ biển Đông bắc và Đông nam của đảo. Tuy nhiên khi mới đổ bộ, bãi mìn và sự tắc nghẽn của quân Mỹ tại bãi biển lại gây cho họ khó khăn hơn là sự tấn công của quân Nhật. Nhưng sự chống trả càng quyết liệt khi lính Mỹ tiến về "Cái Bát", một ngọn đồi gần hồ Salome nằm phía Tây bắc của đảo. Đây chính là nơi mà quân Nhật dự định sẽ quyết chiến cuối cùng trên đảo. Từ 20 tháng 9 Tiểu đoàn 322 liên tục tấn công lên ngọn vị trí này, nhưng 750 quân Nhật tại đây liên tiếp đẩy lùi lính Mỹ bằng pháo, súng cối và súng máy. Dần dần thương vong quân Nhật ngày càng tăng cao bởi cái đói, khát và nhất là đạn pháo và bom Mỹ liên tục dội xuống, và đến ngày 25 tháng 9 quân Mỹ đã thâm nhập được vào vị trí phòng thủ cuối cùng này. Thay vì chiến đấu để giành giật từng công sự một, người Mỹ đã dùng đến xe ủi đất để lấp lối vào các hang động nơi quân Nhật đang cố thủ. Đến 30 tháng 9, hòn đảo thì được tuyên bố an toàn.

## Kết quả
Sân bay trên đảo sau khi rơi vào tay người Mỹ lập tức được tiếp tục xây dựng trong khi cuộc chiến vẫn đang diễn ra. Nhưng sự trì hoãn của chiến dịch quần đảo Palau khiến cho sân bay vẫn chưa được hoàn thành để chuẩn bị cho chiến dịch Philippines vào tháng 10 năm 1944. Đô đốc William F. Halsey, Jr. đã tranh luận rằng một chiến dịch như thế là không cần thiết về mặt chiến lược, và phần lớn các nhà sử học sau này đều đồng ý với ý kiến của ông, nhưng ông cũng thừa nhận lợi ích lớn nhất của chiến dịch là Sư đoàn Bộ binh 81 thu nhận được nhiều kinh nghiệm chiến trường khi chiến đấu với quân Nhật.
Ngay sau khi trận đánh vừa kết thúc, Sư đoàn Bộ binh 81 được cử đến trực tiếp đảo Peleliu để tăng viện cho Sư đoàn Thủy quân Lục chiến số 1 của Hoa Kỳ đang vấp phải sự chống trả vô cùng ác liệt của quân Nhật ở Peleliu.